# 田尻利雄
田尻 利雄（たじり としお、1890年（明治23年）1月27日 - 1970年（昭和45年）2月8日）は、大日本帝国陸軍軍人。最終階級は陸軍中将。功三級

## 経歴
1890年（明治23年）に福岡県で生まれた。陸軍士官学校第23期、陸軍大学校第31期卒業。1928年（昭和3年）には山東出兵後の山東省を視察するため同地に出張し、1929年（昭和4年）には英国に出張している。1933年（昭和8年）1月12日に陸軍省軍務局徴募課高級課員に着任し、1935年（昭和10年）3月15日に陸軍歩兵大佐進級と同時に歩兵第46連隊長に転じた。1937年（昭和12年）3月には第3師団参謀長に就任した。
1938年（昭和13年）7月15日に陸軍少将進級と同時に歩兵第10旅団長に着任し、1939年（昭和14年）10月には第11歩兵団長に転じた。1941年（昭和16年）3月1日に陸軍中将進級と同時に留守第1師団司令部附となり、その後同師団長代理として報告書を提出している。7月22日には第61独立歩兵団長として、部隊編成完結を東条英機陸軍大臣に報告している。11月6日に留守近衛師団長に就任したが、同月宮城でボヤ騒ぎが発生したことから、東条陸軍大臣の手によって12月1日に待命、12月28日に予備役に編入された。1945年（昭和20年）3月31日に召集され、福岡連隊区司令官兼福岡地区司令官に就任した。
1947年（昭和22年）11月28日、公職追放仮指定を受けた。

## 栄典
勲章等
- 1940年（昭和15年）8月15日 - 紀元二千六百年祝典記念章[10]